# Alexandre Luiz Fernandes
Alexandre Luiz Fernandes (* 21. Januar 1986 in São Paulo), auch bekannt als Alê, ist ein brasilianischer Fußballspieler.

## Karriere
Alê begann seine Karriere 2004 beim Erstligisten FC São Paulo. 2005 gewann er mit dem Verein den Copa Libertadores und FIFA-Klub-Weltmeisterschaft. 2006 wurde er an den CA Juventus und Botafogo FR ausgeliehen. 2007 wurde er an dem japanischen Zweitligisten Cerezo Osaka ausgeliehen. 2009 kehrte er zu São Paulo zurück. 2009 wurde er mit dem Verein Tabellendritter der Campeonato Brasileiro Série A. 2010 wechselte er zu Atlético Mineiro. 2011 wurde er an den Athletico Paranaense und Guaratinguetá Futebol ausgeliehen. 2012 wurde er an XV de Piracicaba ausgeliehen und 2013 an Avaí FC. 2014 wechselte er zu Rio Claro FC. Danach spielte er bei Boa EC, Portuguesa, Sertãozinho FC und CA Juventus.

## Erfolge
FC São Paulo
- Copa Libertadores: 2005
- FIFA-Klub-Weltmeisterschaft: 2005